# Fumio Yasuda
Fumio Yasuda (* 1953 in Tokio) ist ein japanischer Improvisationsmusiker (Piano) und Komponist.

## Wirken
Yasuda studierte an der Kunitachi-Musikhochschule; mit siebzehn Jahren begann er, zu komponieren. Ende der 1970er Jahre nahm er im Quintett von Hideto Kanai das Jazz-Album What auf. Dann entwickelte er ein Interesse für Improvisation und spielte mit dem Gitarristen Masayuki Takayanagi; 1983 entstand das Album Dislocation im Trio mit Hiroshi Yamazaki. In den 1990er Jahren spielte er ein erstes Solo-Album als Pianist ein. Auch arbeitete er mehrfach mit der Nationalphilharmonie der Slowakei zusammen. 1995 begann seine Kooperation mit dem japanischen Fotografen Nobuyoshi Araki, mit dem zunächst Tokyo Comedy (1997 in Wien aufgeführt), Shijo (Premiere 1998 in Hamburg) und 1999 Taipei – Summer (1999 in Taipei) entstanden.
Seit 2006 arbeitete Fumio Yasuda mit dem Sänger Theo Bleckmann zusammen, mit dem für Winter & Winter die Alben Las Vegas Rhapsody, Berlin – Songs of Love and War, Peace and Exile, Schumann's Favored Bar Songs und Mother Goose’s Melodies entstanden. Weiterhin veröffentlichte er mit Nobuyoshi Araki dort das Album Kakyoku (2000) sowie die Alben Charmed with Verdi, Schumann's Bar Music und (mit Teodoro Anzellotti) Heavenly Blue. 2013 entstand in München das Piano-Solo-Album Fractured Silence. Zuletzt wurde 2023 sein kammermusikalisches Album Ekecheiria (For Voices and Bass Clarinet) veröffentlicht.
Seine Oper Der Kastanienball wurde 2004 in München uraufgeführt. Seit 1999 entstanden auch zahlreiche Fernseh- und Filmmusiken. Kompositionen von ihm wurden auch von Ernst Reijseger interpretiert.

## Diskographische Hinweise
- Noël Akchoté & Fumio Yasuda: Der Kastanienball (The Fall of Lucrezia Borgia) (Winter & Winter 2005)
- On the Path of Death and Life Part I / Part II / Part III (Winter & Winter 2013)
- Fractured Silence: Piano Solo (Winter & Winter 2014)
- Forest (Winter & Winter 2019, mit Akimuse, Joachim Badenhorst und Nobuyoshi Ino)
- Gareth Davis, Exaudi Vocal Ensemble, Fumio Yasuda: Ekecheiria (For Voices and Bass Clarinet) (Winter & Winter 2023)